# ツクシスミレ
ツクシスミレ Viola diffusa Ging. はスミレ科の植物の1つ。小柄な草本で、白い花を付ける。地上匍匐茎を伸ばし、葉は心形でなく葉身が葉柄に流れるなど、日本のスミレ類の中では独特の姿をしている。

## 特徴
小型の多年生の草本。地下茎は短く、立ち上がる茎はないが、根出葉の根元腋から茎が出て横に這い(地上匐枝)、その先端に新たな株を作る。そのために往々にして群落を作っている。草丈は3～10cm程度。葉は平らに広がり、葉身は表裏の両面共に鮮緑色をしていて毛が生えており、葉質は薄い。葉身は楕円形をしており、先端は鈍く尖っており、縁には波状の鋸歯があり、基部は切り落とした形からくさび形となっている。また葉柄には葉身から流れた翼がある。托葉は狭披針形をしており、線状の鋸歯がある。
花期は2～5月。花の径は約1cmで、花色は白で、中心部は黄緑色を帯びる。萼片は披針形をしており、付属体は半円形で縁は滑らかなものから鋸歯があるものまであり、また縁添いにまばらに長い毛がある。花弁は長さ6～8mm、側弁の基部には毛がない。唇弁は他の花弁よりはっきりと短く、また紫色の条紋が目立つ。距は半球形で短い。花柱は突出してカマキリの頭の形で、上部両翼は左右に張り出しており、柱頭はほとんど突き出さない。距は太くて短く、長さ1.5mmで嚢状をしている。蒴果は楕円状で長さは6～7mmで毛がない。
和名は筑紫スミレであり、九州の古名の筑紫に基づく。

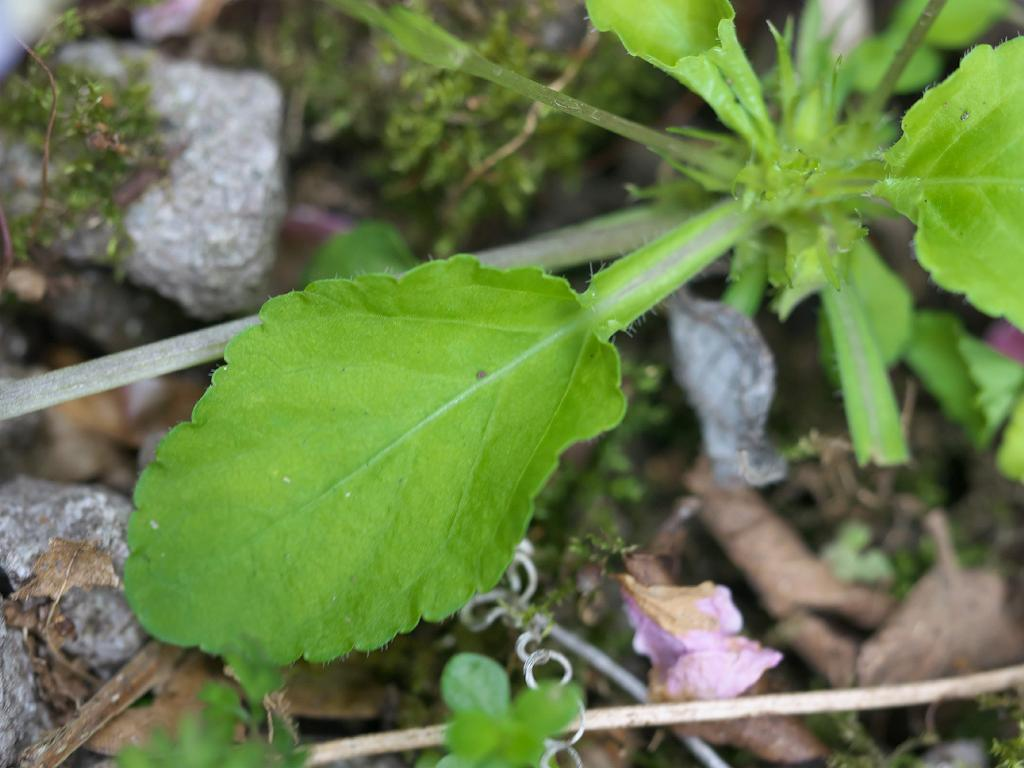
根出葉の様子
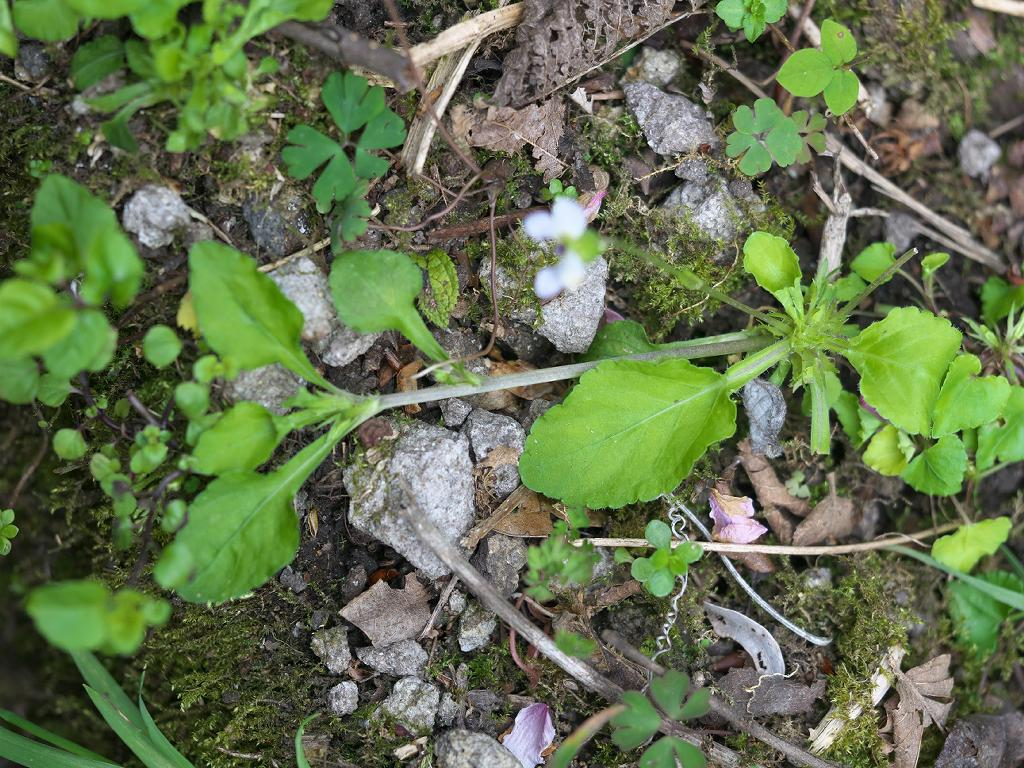
地表を横に伸びる匐枝
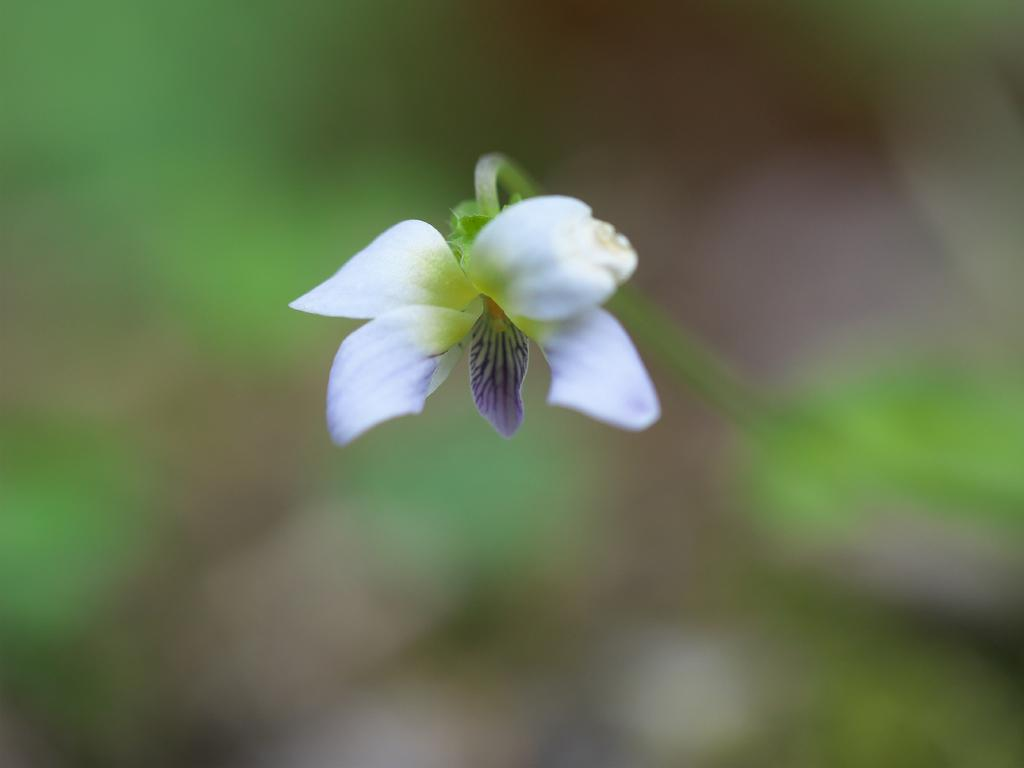
花の拡大像

## 分布と生育環境
日本では九州の長崎県、熊本県、鹿児島県、及び沖縄本島に見られ、国外では台湾、中国、東南アジアからインド、ネパールまで広く分布している。
日本では路傍や土手などの人里近くで湿り気のある木陰に生える。日本では人里近くにのみ見られること、また後述のように近縁種が国内にないことなどから移入種である可能性も示唆されている。

## 分類など
スミレ属は世界に600種ほどがあり、日本国内にも60種ほどが知られるが、その中で本種はツクシスミレ節 Sect. Diffusae に含められ、日本ではこの節に含まれるのは本種のみである。近縁のものは東アジアに数種知られ、外見的にもそのさじ型の葉や地上を這う茎などが独特で日本国内では他に見間違うような種はない。

## 保護の状況
環境省のレッドデータブックでは指定がないが、県別では熊本県で絶滅危惧I類、長崎県で絶滅危惧II類、鹿児島県では分布上重要な種としての指定がある。